# Ida Sofie Bunsov Brøns
Ida Sofie Bunsov Brøns (* 25. Dezember 1999) ist eine dänische Skirennläuferin.

## Karriere
Bunsov Brøns gab ihr internationales Renndebüt am 29. November 2015 bei einem FIS-Riesenslalom in Funäsdalen. Ihr erstes internationales Großereignis bestritt sie knapp drei Monate später bei den Olympischen Jugend-Winterspielen 2016 in Lillehammer, wobei sie mit dem 17. Platz im Super-G ihr bestes Ergebnis erreichte.
In den darauffolgenden Jahren startete Bunsov Brøns hauptsächlich bei FIS-Rennen und nationalen Meisterschaften in Skandinavien.
2022 wurde sie erstmals dänische Meisterin im Super-G sowie im Riesenslalom, dazu wurde sie Vizemeisterin im Slalom.
Im darauffolgenden Jahr nahm Bunsov Brøns erstmals an Alpinen Skiweltmeisterschaften teil. Mit der dänischen Mannschaft schied sie bereits im Achtelfinale aus und belegte den 16. und letzten Platz, wobei sie ihren Lauf gegen die Österreicherin Franziska Gritsch klar verlor. Im Riesenslalom erreichte sie Rang 46.

## Erfolge

### Weltmeisterschaften
- Courchevel/Méribel 2023: 16. Mannschaft, 46. Riesenslalom, DNF Slalom

### Olympische Jugend-Winterspiele
- Lillehammer 2016: 17. Super-G, 23. Riesenslalom, 24. Slalom, DNF Alpine Kombination

### Europäisches Olympisches Winter-Jugendfestival
- Erzurum 2017: 23. Riesenslalom, DNF Slalom

### Weitere Erfolge
- Dänische Meisterin im Super-G (2022, 2023)
- Dänische Meisterin im Riesenslalom (2022)
- Dänische Vizemeisterin im Riesenslalom (2023)
- Dänische Vizemeisterin im Slalom (2022, 2023)